# 커널 트랜잭션 관리자
커널 트랜잭션 관리자(KTM : Kernel Transaction Manager)는 리소스를 사용 가능한 커널 객체로 만듦으로써 애플리케이션이 원자적 트랜잭션을 사용할 수 있게 하는 윈도우 비스타와 윈도우 서버 2008에서 윈도우 운영 체제 커널의 구성 요소이다. 커널 모드에서 동작하는 트랜잭션 엔진은 분산된 자원들에서 뿐만 아니라 커널 모드와 사용자 모드 자원들에 대한 트랜잭션을 허용한다. 커널 트랜잭션 관리자는 애플리케이션 개발자들이 트랜잭션 클라이언트가 연결될 수 있는 트랜잭션 매니저로 행동하는 KTM으로 오류 복구를 가상으로 투명하게 만들기 쉽게 하기 위한 것이다. 이러한 트랜잭션 클라이언트들은 자원에 대한 트랜잭션(트랜잭션 자원 관리자에 의해 관리되는)들을 초기화하려고 하는 써드 파티 클라이언트들이 될 수 있다. 자원 관리자들은 또한 써드 파티나 시스템에 내장될 수 있다.
KTM은 트랜잭셔널 NTFS (TxF) 와 트랜잭션 레지스트리 (TxR)를 구현하는데 사용된다. KTM은 공통 로그 파일 시스템(CLFS : Common Log File System)에 자신의 연산을 의존한다. CLFS는 데이터 생성과 이벤트 로그를 위해 만들어진 다용도 로그 파일 서브시스템이다.